# Marek Suski
Marek Witold Suski (ur. 11 czerwca 1958 w Grójcu) – polski polityk, poseł na Sejm IV, V, VI, VII, VIII, IX i X kadencji, w latach 2017–2019 szef Gabinetu Politycznego Prezesa Rady Ministrów.

## Życiorys
Syn Janusza i Aliny. Jego przodkowie ze strony ojca pieczętowali się herbem Pomian. Absolwent Pomaturalnego Studium Zawodowego Technik Teatralnych w Warszawie. Przez rok był zatrudniony w Teatrze Wielkim w Warszawie. Następnie do początku lat 90. pracował w zakładzie rzemieślniczym. Od 1993 do 1996 kierował Regionalnym Ośrodkiem Kultury w Tarczynie. W latach 1997–1999 był dyrektorem filii biura poselskiego Jarosława Kaczyńskiego w Radomiu, następnie pracował w spółce akcyjnej „Srebrna”. Został członkiem zarządu Stowarzyszenia Anno Domini oraz członkiem rady Fundacji Ziemiańskiej – Fundacji Ziemiaństwa Polskiego.
Współtworzył Porozumienie Centrum, następnie Prawo i Sprawiedliwość. Kandydował bezskutecznie na posła z ramienia PC w 1991 i 1993. W wyborach samorządowych w 1998 bez powodzenia ubiegał się o mandat radnego sejmiku mazowieckiego z listy Akcji Wyborczej Solidarność. Z listy PiS był wybierany na posła w wyborach 2001 i 2005. W Sejmie V kadencji zasiadał w Komisji Regulaminowej i Spraw Poselskich (od 3 listopada 2005 jako jej przewodniczący), Komisji Skarbu Państwa, a także w komisjach nadzwyczajnych. W 2006 został honorowym członkiem Światowego Związku Żołnierzy Armii Krajowej. W wyborach parlamentarnych w 2007 po raz trzeci uzyskał mandat poselski, otrzymując w okręgu radomskim 29 497 głosów. W 2008 prezydium Sejmu usunęło go z funkcji wiceprzewodniczącego Komisji Regulaminowej i Spraw Poselskich w związku z dyscyplinarnym ukaraniem przez Komisję Etyki Poselskiej za jedną z wypowiedzi z trybuny sejmowej.
W wyborach do Sejmu w 2011 z powodzeniem ubiegał się o reelekcję, dostał 17 251 głosów. W 2015 został ponownie wybrany do Sejmu, otrzymując 36 542 głosy. 22 lipca 2016 został wiceprzewodniczącym komisji śledczej ds. Amber Gold.
19 grudnia 2017 premier Mateusz Morawiecki powołał go na szefa Gabinetu Politycznego Prezesa Rady Ministrów w randze sekretarza stanu w KPRM. Zastąpił na tej funkcji Elżbietę Witek. W wyborach w 2019 uzyskał mandat posła IX kadencji, otrzymując 69 141 głosów. W listopadzie 2019 Marek Suski został wiceprzewodniczącym Klubu Parlamentarnego Prawa i Sprawiedliwości, przewodniczącym Komisji do Spraw Energii i Skarbu Państwa oraz wiceprzewodniczącym Komisji Kultury i Środków Przekazu. Zakończył w związku z tym pełnienie funkcji rządowej.
W 2021 został przewodniczącym Rady Programowej Polskiego Radia i członkiem utworzonej przez premiera Mateusza Morawieckiego Rady Doradców Politycznych. W wyborach w 2023 utrzymał mandat poselski na kolejną kadencję (zdobywając 37 853 głosy). W Sejmie X kadencji został przewodniczącym Komisji do Spraw Energii, Klimatu i Aktywów Państwowych.

## Życie prywatne
Żonaty z Elżbietą, nauczycielką. Mają dwoje dzieci: syna Piotra oraz córkę Lenę. W czerwcu 2025 przeszedł zawał serca.